# Camocim (ort)
Camocim är en ort i Brasilien.   Den ligger i kommunen Camocim och delstaten Ceará, i den nordöstra delen av landet, 1 600 km nordost om huvudstaden Brasília. Camocim ligger 6 meter över havet och antalet invånare är 44 481.
Terrängen runt Camocim är mycket platt. Havet är nära Camocim åt nordost. Det finns inga andra samhällen i närheten.
Omgivningarna runt Camocim är huvudsakligen savann. Runt Camocim är det ganska tätbefolkat, med 75 invånare per kvadratkilometer.